# رودلف فان دن بيرغ
رودلف فان دن بيرغ (بالهولندية: Rudolf van den Berg) (و. 1949  م) هو مخرج أفلام، وكاتب، وكاتب سيناريو، ومنتج أفلام هولندي، ولد في روتردام، بدأ مشواره المهني سنة 1976.

## وصلات خارجية
- رودلف فان دن بيرغ على موقع IMDb (الإنجليزية)
- رودلف فان دن بيرغ على موقع ألو سيني (الفرنسية)
- رودلف فان دن بيرغ على موقع أول موفي (الإنجليزية)
- رودلف فان دن بيرغ على موقع قاعدة بيانات الأفلام السويدية (السويدية)
- رودلف فان دن بيرغ على موقع قاعدة بيانات الفيلم (الإنجليزية)
- رودلف فان دن بيرغ على موقع كينوبويسك (الروسية)